# Svenska Frälsningsarmén

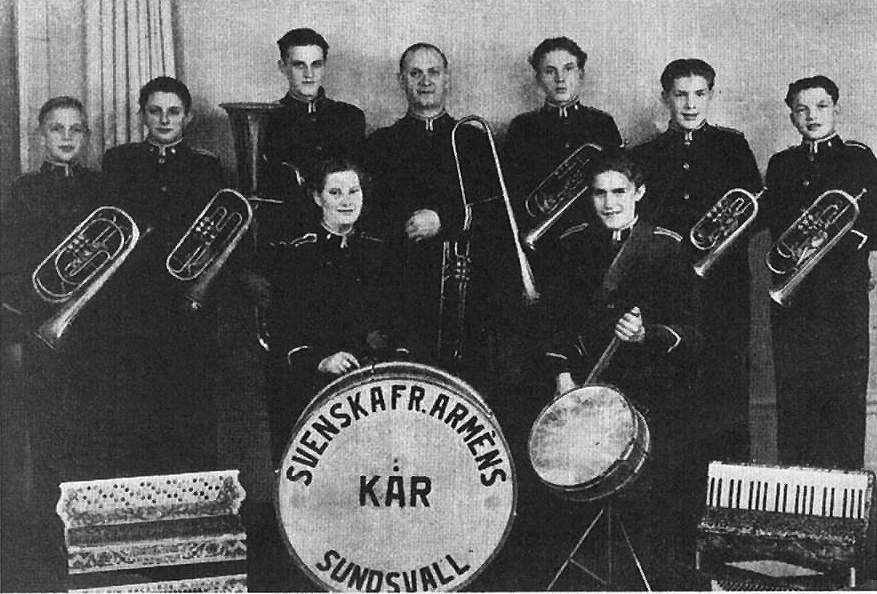
Svenska Frälsningsarmén. Sundsvallskårens orkester.

Svenska Frälsningsarmén var en utbrytarorganisation ur Frälsningsarmén som grundades i Sundsvall den 7 mars 1905 och upplöstes vid årsskiftet 2015-16 för att helt uppgå i Equmeniakyrkan. 

## Historik
Frälsningsarmén kom till Sverige 1882. Den unga Hanna Ouchterlony hörde Bramwell Booth predika i Värnamo. Bramwell var son till Frälsningsarméns grundare William Booth. Hon blev så inspirerad att hon insisterade på att Frälsningsarmén skulle starta verksamhet i Sverige. Hon snabbutbildades i London och kom sedan tillbaka som ledare för en grupp som startade Frälsningsarmén. Det första mötet hölls på på Östermalmstorg i Stockholm den 28 december.
Bakgrunden till Svenska Frälsningsarmén var att några officerare i Frälsningsarmén i Sverige år 1903 vänt sig till den internationella ledningen med reformkrav, som bland annat syftade till att minska centralstyrningen och öka de lokala kårernas makt. Då dessa reformkrav avvisats, beslöt sig några kårer för att lämna den internationella Frälsningsarmén. Officiellt bildades samfundet midsommarhelgen 1905 vid en kongress i Stockholm av tidigare officerare och soldater i Frälsningsarmén i Sverige (grundad 1882). I Sverige har det därmed funnits två "frälsningsarméer", nämligen Svenska Frälsningsarmén vid sidan av den "internationella" som enbart kallas Frälsningsarmén.
År 1966 hade Svenska Frälsningsarmén omkring 20 kårer, 30 officerare och 1 800 medlemmar. Under 1990-talet var antalet kårer under en tid 25 och medlemsantalet 2300, men under 2000-talet minskade medlemstalet och Svenska Frälsningsarmén blev 2013 en icke-territoriell region inom Equmeniakyrkan. Samfundet upplöstes 2015. Dess förmögenhet fördes över till en stiftelse som ska stödja de kvarvarande kårerna och soldatgrupperna.
SFA:s första ledare hette Kaleb Swensson-Tollin (1868-1952) och han kvarstod på sin post i närmare 40 år. Han hade tidigare varit brigadör i Frälsningsarmén. Titeln överste bars av Svenska Frälsningsarmén högste valde ledare. 
Samfundet utgav tidskriften Vår Fana från 1946. Tidigare namn var Svenska Stridsropet 1905 och Svenska Frälsningsarméns Tidning 1905-1946.

## Samfundsledare (Överste)
- 1905-1942 Kaleb Swensson-Tollin
- 1942-1949 Ejnar Pettersson
- 1949-1962 Eric Lundquist
- 1962-1974 Folke Holmlund
- 1974-1977 Stig Tollin
- 1977-1984 Gösta Jynnesjö
- 1984-1989 Bertil Lundberg
- 1990-1997 Ulf Sundblad
- 1998-2008 Leif Johansson
- 2008-2015 Göran Andreasson

### Andra personligheter inom samfundet
- Theodor Janson
- Oskar Hultkrantz
- Peter August Wanngård